# Jønnbu kyrka
Jønnbu kyrka (norska: Jønnbu kirke) ligger på Lifjell i Midt-Telemarks kommun i Telemark fylke i södra Norge. Byggnaden består av kyrka och ungdomscenter med övernattningsplatser och ägs av en stiftelse.

## Kyrkobyggnaden
Byggnaden uppfördes efter ritningar av arkitekt Roar Tollnes. Sommaren 1967 började grunden läggas. Arbetet med själva kyrkobyggnaden kom igång sommaren 1968. Inför vintern 1969 kom byggnaden under tak och 31 augusti 1969 blev den invigd. 

## Inventarier
- Altartavlan är målad av Terje Grøstad och skildrar Jesu Bergspredikan.
- Vid varsin sida av altaret finns predikstol och dopfunt som båda är tillverkade av trä år 1969.